# Campeonato de Fórmula Truck de 2011
O Campeonato de Fórmula Truck de 2011 foi a décima sexta edição do evento. Sob organização da Fórmula Truck
O campeão foi o piloto  Felipe Giaffone, com um caminhão Volkswagen, o vice foi Danilo Dirani.

## Calendário
|    | Data            | Estado            | Cidade            | Circuito                                     | Horário |
| -- | --------------- | ----------------- | ----------------- | -------------------------------------------- | ------- |
| 1  | 27 de Fevereiro | Rio Grande do Sul | Santa Cruz do Sul | Autódromo Internacional de Santa Cruz do Sul | 13:00h  |
| 2  | 3 de abril      | Rio de Janeiro    | Rio de Janeiro    | Autódromo de Jacarepaguá                     | 13:00h  |
| 3  | 15 de maio      | Pernambuco        | Caruaru           | Autódromo Internacional Ayrton Senna         | 13:00h  |
| 4  | 5 de Junho      | Goiás             | Goiânia           | Autódromo Internacional Ayrton Senna         | 13:00h  |
| 5  | 3 de Julho      | São Paulo         | São Paulo         | Autódromo de Interlagos                      | 14:00h  |
| 6  | 7 de Agosto     | Paraná            | Londrina          | Autódromo Internacional Ayrton Senna         | 13:00h  |
| 7  | 4 de Setembro   | Argentina         | Buenos Aires      | Autódromo Oscar Alfredo Gálvez               | 13:00h  |
| 8  | 9 de outubro    | Rio Grande do Sul | Guaporé           | Autódromo Internacional de Guaporé           | 13:00h  |
| 9  | 6 de novembro   | Paraná            | Curitiba          | Autódromo Internacional de Curitiba          | 13:00h  |
| 10 | 4 de dezembro   | Distrito Federal  | Brasília          | Autódromo Internacional Nelson Piquet        | 13:00h  |

## Pilotos e Equipes
| Caminhão      | Equipe                            | N   | piloto            | Corridas  |
| ------------- | --------------------------------- | --- | ----------------- | --------- |
| Scania        | Ticket Car Corinthians Motorsport | 1   | Roberval Andrade  | Todas     |
| Scania        | Ticket Car Corinthians Motorsport | 99  | Luiz Lopes        | Todas     |
| Scania        | Original Reis Peças               | 12  | José Maria Reis   | 1–7, 9–10 |
| Scania        | Original Reis Peças               | 45  | Leandro Reis      | 1–7, 9–10 |
| Scania        | Muffatão Racing                   | 20  | Pedro Muffato     | Todas     |
| Volkswagen    | RM Competições                    | 2   | Valmir Benavides  | Todas     |
| Volkswagen    | RM Competições                    | 4   | Felipe Giaffone   | Todas     |
| Volkswagen    | RM Competições                    | 7   | Débora Rodrigues  | Todas     |
| Volkswagen    | RM Competições                    | 9   | Renato Martins    | Todas     |
| Volkswagen    | AJ5 Motorsport                    | 23  | Adalberto Jardim  | 3–10      |
| Mercedes-Benz | ABF Mercedes-Benz                 | 3   | Geraldo Piquet    | Todas     |
| Mercedes-Benz | ABF Mercedes-Benz                 | 6   | Wellington Cirino | Todas     |
| Mercedes-Benz | ABF Desenvolvimento Team          | 73  | Leandro Totti     | Todas     |
| Mercedes-Benz | ABF Desenvolvimento Team          | 83  | Regis Boessio     | Todas     |
| Mercedes-Benz | ABF Grêmio Competições            | 100 | Gérson Trindade   | 3         |
| Mercedes-Benz | ABF Grêmio Competições            | 100 | Pedro Gomes       | 5–6       |
| Mercedes-Benz | ABF Grêmio Competições            | 100 | Vignaldo Fizio    | 7–10      |
| Volvo         | DB Motorsport                     | 11  | Diumar Bueno      | 2–10      |
| Volvo         | Clay Truck Racing                 | 14  | João Maistro      | 1–6, 8–10 |
| Volvo         | ABF TNT Energy Team               | 32  | Luis Pucci        | 1–2, 4–10 |
| Volvo         | ABF TNT Energy Team               | 77  | André Marques     | Todas     |
| Ford          | AJ5 Motorsport                    | 23  | Adalberto Jardim  | 1–2       |
| Ford          | DF Motorsport                     | 70  | Danilo Dirani     | Todas     |
| Ford          | DF Motorsport                     | 71  | Cristina Rosito   | Todas     |
| Iveco         | Marinelli Competições             | 50  | Fred Marinelli    | 1–2, 4–10 |
| Iveco         | Scuderia Iveco                    | 55  | Paulo Salustiano  | Todas     |
| Iveco         | Scuderia Iveco                    | 88  | Beto Monteiro     | Todas     |

## Resultado das corridas
| Corrida | Circuito                                     | Data            | Pole Position     | Volta Mais Rápida | Piloto vencedor   | Equipe vencedora  |
| ------- | -------------------------------------------- | --------------- | ----------------- | ----------------- | ----------------- | ----------------- |
| 1       | Autódromo Internacional de Santa Cruz do Sul | 27 de fevereiro | Beto Monteiro     | Leandro Totti     | Felipe Giaffone   | RM Competições    |
| 2       | Autódromo Internacional Nelson Piquet        | 3 de abril      | Felipe Giaffone   | Danilo Dirani     | Geraldo Piquet    | ABF Mercedez-Benz |
| 3       | Autódromo Ayrton Senna, Caruaru              | 15 de maio      | Felipe Giaffone   | Felipe Giaffone   | Felipe Giaffone   | RM Competições    |
| 4       | Autódromo Ayrton Senna, Goiânia              | 5 de junho      | Roberval Andrade  | Roberval Andrade  | Wellington Cirino | ABF Mercedez-Benz |
| 5       | Autódromo José Carlos Pace                   | 7 de julho      | Felipe Giaffone   | Danilo Dirani     | Felipe Giaffone   | RM Competições    |
| 6       | Autódromo Internacional Ayrton Senna         | 7 de agosto     | Felipe Giaffone   | Geraldo Piquet    | Felipe Giaffone   | RM Competições    |
| 7       | Autódromo Juan y Oscar Gálvez                | 4 de setembro   | Valmir Benavides  | Roberval Andrade  | Geraldo Piquet    | ABF Mercedez-Benz |
| 8       | Autódromo Internacional de Guaporé           | 9 de outubro    | Diumar Bueno      | Roberval Andrade  | Valmir Benavides  | RM Competições    |
| 9       | Autódromo Internacional de Curitiba          | 11 de novembro  | Danilo Dirani     | Danilo Dirani     | Danilo Dirani     | DF Motorsport     |
| 10      | Autódromo Internacional Nelson Piquet        | 4 de dezembro   | Wellington Cirino | Leandro Totti     | Felipe Giaffone   | RM Competições    |

## Classificação
| Posição | 1º | 2º | 3º | 4º | 5º | 6º | 7º | 8º | 9º | 10º | 11º | 12º | 13º | 14º | Pole | Melhor Volta |
| Pontos  | 25 | 20 | 17 | 14 | 12 | 10 | 8  | 7  | 6  | 5   | 4   | 3   | 2   | 1   | 1    | 1            |
| ------- | -- | -- | -- | -- | -- | -- | -- | -- | -- | --- | --- | --- | --- | --- | ---- | ------------ |

| Volta 12 | 1º | 2º | 3º | 4º | 5º |
| Pontos   | 5  | 4  | 3  | 2  | 1  |
| -------- | -- | -- | -- | -- | -- |

### Campeonato Brasileiro

#### Pilotos
- Pilotos com * pontuaram na volta 12.

| Pos | Piloto            | RIO  | CAR  | GOI | LON | GUA | CUR | BRA | Pts |
| --- | ----------------- | ---- | ---- | --- | --- | --- | --- | --- | --- |
| 1   | Wellington Cirino | 2*   | Ret* | 1*  |     |     |     |     | 54  |
| 2   | Geraldo Piquet    | 1    | Ret  | 2*  |     |     |     |     | 48  |
| 4   | Regis Boessio     | 4    | 7    | 3*  |     |     |     |     | 35  |
| 4   | Felipe Giaffone   | Ret  | 1*   | 19* |     |     |     |     | 35  |
| 5   | João Maistro      | 3    | 9    | 10  |     |     |     |     | 28  |
| 6   | Valmir Benavides  | Ret  | 5    | 4   |     |     |     |     | 26  |
| 7   | Leandro Totti     | 6    | 13   | 5   |     |     |     |     | 24  |
| 8   | Renato Martins    | Ret  | 2*   | 17  |     |     |     |     | 22  |
| 9   | Danilo Dirani     | 15*  | 6    | 8   |     |     |     |     | 22  |
| 10  | Paulo Salustiano  | Ret  | 3*   | Ret |     |     |     |     | 20  |
| 11  | Leandro Reis      | 13*  | 4*   | Ret |     |     |     |     | 20  |
| 12  | André Marques     | 7*   | 10   | 12  |     |     |     |     | 18  |
| 13  | Roberval Andrade  | Ret* | Ret  | 9*  |     |     |     |     | 18  |
| 14  | Beto Monteiro     | 5    | Ret  | 11  |     |     |     |     | 16  |
| 15  | Adalberto Jardim  | Ret  | 12   | 6   |     |     |     |     | 13  |
| 16  | Débora Rodrigues  | 14   | 8    | 13  |     |     |     |     | 10  |
| 17  | Fred Marinelli    | Ret  |      | 7   |     |     |     |     | 8   |
| 18  | Pedro Muffato     | 8    | 14   | 20  |     |     |     |     | 8   |
| 19  | Luis Pucci        | 9    |      | 14  |     |     |     |     | 7   |
| 20  | Luiz Lopes        | 10   | Ret  | 18  |     |     |     |     | 5   |
| 21  | Cristina Rosito   | 11   | Ret  | Ret |     |     |     |     | 4   |
| 22  | Gerson Trindade   |      | 11   |     |     |     |     |     | 4   |
| 23  | Diumar Bueno      | 12   | Ret  | 16  |     |     |     |     | 3   |
|     | José Maria Reis   | Ret  | Ret  | 15  |     |     |     |     | 0   |
| Pos | Piloto            | RIO  | CAR  | GOI | LON | GUA | CUR | BRA | Pts |

| Cor      | Resultado            |
| -------- | -------------------- |
| Ouro     | Vencedor             |
| Prata    | 2º lugar             |
| Bronze   | 3º lugar             |
| Verde    | Terminou, nos pontos |
| Azul     | Terminou, sem pontos |
| Púrpura  | Retirou-se (Ret)     |
| Vermelho | Não qualificado (NQ) |
| Preto    | Desqualificado (DSQ) |
| Branco   | Não largou (NL)      |
| Sem cor  | Não participou (NP)  |
| Sem cor  | Lesionado (Les)      |
| Sem cor  | Excluído (EX)        |

#### Construtores
- No campeonato de construtores não são computados os pontos extras para os pilotos, e os três melhores caminhões de cada marca pontuam.

| Pos | Construtor    | RIO | CAR | GOI | LON | GUA | CUR | BRA | Pts |
| --- | ------------- | --- | --- | --- | --- | --- | --- | --- | --- |
| 1   | Mercedes-Benz | 59  | 14  | 62  | 31  |     |     |     | 166 |
| 2   | Volkswagen    | 1   | 57  | 26  | 54  |     |     |     | 138 |
| 3   | Volvo         | 31  | 11  | 9   | 6   |     |     |     | 57  |
| 4   | Iveco         | 12  | 17  | 12  | 14  |     |     |     | 55  |
| 5   | Scania        | 14  | 15  | 6   | 16  |     |     |     | 51  |
| 6   | Ford          | 4   | 10  | 7   | 7   |     |     |     | 28  |
| Pos | Construtor    | RIO | CAR | GOI | LON | GUA | CUR | BRA | Pts |

### Campeonato Sul-Americano

#### Pilotos
- Pilotos com * pontuaram na volta 12.

| Pos | Piloto            | SCS | INT | JOG | Pts |
| --- | ----------------- | --- | --- | --- | --- |
| 1   | Felipe Giaffone   | 1*  | 1*  |     | 60  |
| 2   | Danilo Dirani     | 2*  | 4*  |     | 38  |
| 3   | Valmir Benavides  | 5*  | 3*  |     | 35  |
| 4=  | Wellington Cirino | Ret | 2*  |     | 24  |
| 4=  | Roberval Andrade  | 4   | 6   |     | 24  |
| 6   | Beto Monteiro     | 6*  | 10  |     | 21  |
| 7   | Renato Martins    | 3*  | 20  |     | 19  |
| 8   | Paulo Salustiano  | 7   | 7   |     | 16  |
| 9   | Geraldo Piquet    | Ret | 5   |     | 12  |
| 10= | Débora Rodrigues  | 8   | 11  |     | 11  |
| 10= | Adalberto Jardim  | 12  | 8*  |     | 11  |
| 10= | André Marques     | 10  | 9   |     | 11  |
| 13  | Regis Boessio     | 9   | 12  |     | 9   |
| 14  | Leandro Totti     | 11  | 16  |     | 5   |
| 15= | Cristina Rosito   | 13  | 17  |     | 2   |
| 15= | José Maria Reis   | 14  | 14  |     | 2   |
| 15= | Luis Pucci        | 15  | 13  |     | 2   |
|     | Diumar Bueno      |     | 15  |     | 0   |
|     | João Maistro      | 16  | Ret |     | 0   |
|     | Fred Marinelli    | 17  | DSQ |     | 0   |
|     | Leandro Reis      | Ret | 18  |     | 0   |
|     | Luiz Lopes        | Ret | 19  |     | 0   |
|     | Pedro Muffato     | Ret | Ret |     | 0   |
|     | Pedro Gomes       |     | Ret |     | 0   |
| Pos | Piloto            | SCS | INT | JOG | Pts |

| Cor      | Resultado            |
| -------- | -------------------- |
| Ouro     | Vencedor             |
| Prata    | 2º lugar             |
| Bronze   | 3º lugar             |
| Verde    | Terminou, nos pontos |
| Azul     | Terminou, sem pontos |
| Púrpura  | Retirou-se (Ret)     |
| Vermelho | Não qualificado (NQ) |
| Preto    | Desqualificado (DSQ) |
| Branco   | Não largou (NL)      |
| Sem cor  | Não participou (NP)  |
| Sem cor  | Lesionado (Les)      |
| Sem cor  | Excluído (EX)        |

#### Construtores
- No campeonato de construtores não são computados os pontos extras para os pilotos, e os três melhores caminhões de cada marca pontuam.

| Pos | Construtor    | SCS | INT | JOG | Pts |
| --- | ------------- | --- | --- | --- | --- |
| 1   | Volkswagen    | 54  | 49  | 37  | 140 |
| 2   | Mercedes-Benz | 10  | 35  | 25  | 70  |
| 3   | Ford          | 25  | 14  | 17  | 56  |
| 4   | Scania        | 15  | 11  | 18  | 44  |
| 5   | Iveco         | 18  | 13  | 12  | 43  |
| 6   | Volvo         | 5   | 8   | 22  | 35  |
| Pos | Construtor    | SCS | INT | JOG | Pts |